# Behind the Mask (1946)
Behind the Mask is een Amerikaanse misdaadfilm uit 1946 onder regie van Phil Karlson. Destijds werd de film in Nederland uitgebracht onder de titel Achter het masker.

## Verhaal
Lamont Cranston staat bekend als "De Schaduw". Wanneer hij wordt beschuldigd van de moord op de journalist Jeff Mann, gaat hij op zoek naar de echte dader. De moordenaar is hem steevast te vlug af. Zijn achterdochtige verloofde Margo Lane staat hem bovendien in de weg om belangrijke sporen bijeen te sprokkelen.

## Rolverdeling
| Acteur            | Personage           |
| ----------------- | ------------------- |
| Kane Richmond     | Lamont Cranston     |
| Barbara Reed      | Margo Lane          |
| George Chandler   | Shrevvie            |
| Dorothea Kent     | Jennie Delaney      |
| Joseph Crehan     | Inspecteur Cardonna |
| Pierre Watkin     | Commissaris Weston  |
| Robert Shayne     | Brad Thomas         |
| June Clyde        | Edith Merrill       |
| James Cardwell    | Jeff Mann           |
| Marjorie Hoshelle | Mae Bishop          |
| Joyce Compton     | Lulu                |
| Edward Gargan     | Detective Dixon     |
| Lou Crosby        | Marty Greene        |
| Bill Christy      | Loopjongen          |
| Nancy Brinckman   | Susan               |